# Thuidium tamariscinum
Espèce
Thuidium tamariscinum (Thuidie à feuilles de Tamaris) est une espèce de mousse terrestre assez courante des forêts tempérées. C'est une petite mousse élégante, ramifiée, dont la forme fait penser, comme le laisse entendre son nom scientifique, au feuillage des Thuja ou des Tamaris.

## Synonyme
- Thuidium tamariscifolium Lindb.

## Confusions possibles
C'est l'espèce la plus courante et la plus cosmopolite du genre Thuidium. Cependant, pour la différencier avec certitude des autres espèces du même genre, un examen microscopique est nécessaire. L'extrémité des feuilles ne comporte en particulier qu'une seule pointe.
Elle peut également être confondue de prime abord avec Hylocomium splendens, mais cette autre espèce de mousse possède une nervure centrale souvent colorée en rouge.